# Aybak (distrikt)
Aybak är ett distrikt i Afghanistan. Det ligger i provinsen Samangan, i den nordöstra delen av landet, 210 kilometer nordväst om huvudstaden Kabul. Administrativ huvudort är Aybak.
Distriktet beräknades år 2022 ha cirka 123 000 invånare.